# Последние дни Помпеи (фильм, 1959)
«После́дние дни Помпе́и» (итал. Gli ultimi giorni di Pompei) — художественный фильм 1959 года, поставленный Марио Боннаром и Серджо Леоне по мотивам одноимённого романа Э. Бульвер-Литтона (1834), рассказывающего о трагической гибели древнего города Помпеи.

## Сюжет
Вернувшись из долгого похода, центурион Главк узнаёт, что его отец убит неизвестными. Обуреваемый жаждой мести, он начинает поиски.
В Помпеях происходят многочисленные страшные и загадочные убийства, в которых римские власти обвиняют первых христиан. Однако кровавый след ведёт во дворец правителей города.
Неистовая стихия обрушивается на Помпеи и его жителей. Под градом камней и обломков зданий погибает красивейший город, а с ним и его коварный правитель.

## В ролях
| Актёр     | Роль  |
| --------- | ----- |
| Стив Ривз | Главк |

## Производство
Во время съёмок режиссёр Марио Боннар заболел и не мог продолжать работу, поэтому бо́льшую часть сцен ставил Серджо Леоне, который работал ассистентом режиссёра и не был указан в титрах в качестве режиссёра фильма.
Для Стива Ривза этот фильм стал трагичным. Он получил травму плеча, которая поставила крест как на карьере культуриста, так и впоследствии на его кинокарьере.